# LAN-party

Dreamhack, världens största LAN-party, arrangeras årligen i Jönköping.

Ett LAN-party är när ett antal datoranvändare träffas för att koppla samman datorerna i ett LAN (Local Area Network, Lokalt nätverk). Det i särklass vanligaste syftet med ett LAN-party är att spela datorspel mot varandra. Storleken på ett LAN kan variera från två till flera tusen deltagare. Förutom dessa syften finns också en social aspekt av LAN-partyn - tävlingar och olika händelser arrangeras ofta, även tävlingar som egentligen inte har något med datorer att göra. Föregångarna för LAN-partyn är 1980- och 90-talens copypartyn och demopartyn.

## Kultur

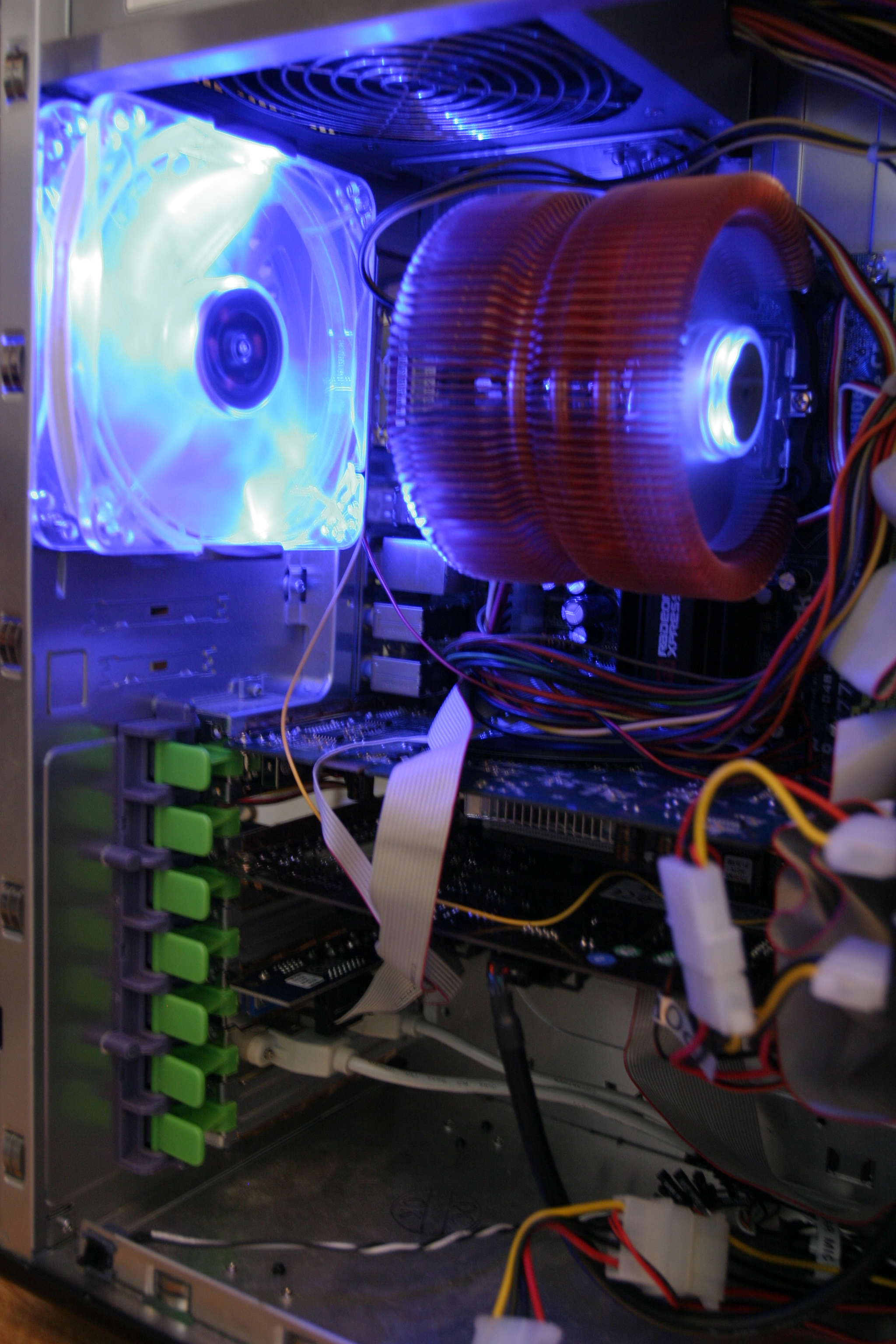
Insidan av en modifierad dator, kylfläkt med kylflänsar av koppar till CPUn höger i bild samt en upplyst chassifläkt till vänster.

En av många kulturer kring LAN-partyn är att medverkande på träffarna visar upp sina datorer med diverse estetiska modifieringar, såsom fönster, färgade ljus och dylikt. Dessa modifieringar begränsas inte bara till själva datorn, utan pryder ibland även skärm, högtalare och andra föremål som tagits med.

### Världens största LAN-party
Rekordet för världens största LAN-party innehas av det svenska LAN-partyt Dreamhack som hålls på Elmia i Jönköping. Vintern 2010 sattes det senaste världsrekordet med 12 757 datorer i nätverket bekräftade av Guinness Rekordbok. Totalt checkade man in omkring 13 000 personer i entrén, vilket inkluderar besökare, funktionärer och sponsorer.

### Mindre LAN-party
LAN-partyn är ganska vanligt förekommande runt om i Sverige och det finns gott om folk som engagerar sig i verksamheten. Tack vare ett starkt föreningsliv hittar man mycket av verksamheten på ideell nivå. De flesta LAN-föreningar i Sverige vänder sig till Sverok för att söka bidrag.
Det finns även gemenskapsgrupper även kallat communitys, som anordnar LAN.